# Platymantis pygmaeus
Espèce
Synonymes
- Platymantis pygmaea Alcala, Brown & Diesmos, 1998

Statut de conservation UICN

 LC  : Préoccupation mineure
Platymantis pygmaeus est une espèce d'amphibiens de la famille des Ceratobatrachidae.

## Répartition
Cette espèce est endémique des Philippines. Elle se rencontre de 400 à 1 000 m d'altitude sur les îles de Luçon et de Sibuyan.

## Description
Les mâles mesurent de 14,1 à 15,7 mm et la femelle 15,0 mm.

## Étymologie
Cette espèce est nommée en référence à sa petite taille.

## Publication originale
- Alcala, Brown & Diesmos, 1998 : Two new species of the genus Platymantis (Amphibia: Ranidae) from Luzon Island, Philippines. Proceedings of the California Academy of Sciences, sér. 4, vol. 50, no 17, p. 381-388 (texte intégral).